# Disciphania heterophylla
Disciphania heterophylla là một loài thực vật có hoa trong họ Biển bức cát. Loài này được Barneby mô tả khoa học đầu tiên năm 1981.